# Großer Preis von Frankreich 1976
Der Große Preis von Frankreich 1976 (offiziell LXII Grand Prix de France) fand am 4. Juli auf dem Circuit Paul Ricard in Le Castellet statt und war das achte Rennen der Automobil-Weltmeisterschaft 1976.

## Berichte

### Hintergrund
Drei Wochen nach dem Großen Preis von Schweden war Chris Amon noch nicht von den Verletzungen genesen, die er sich bei einem Unfall während dieses Rennens zugezogen hatte. Patrick Nève wurde engagiert, um den Werks-Ensign beim achten WM-Lauf zu steuern.
Das Team HB Bewaking Systems trat wegen Geldmangels nicht zu diesem Rennen an. Jacky Ickx und Henri Pescarolo, die den schwedischen GP zugunsten der 24 Stunden von Le Mans ausgelassen hatten, waren hingegen wieder in der Meldeliste des Frankreich-GP vertreten. Ebenso kehrten Guy Edwards und Ingo Hoffmann ins Teilnehmerfeld zurück. Bei RAM Racing wurde Jac Nelleman durch Damien Magee ersetzt.
Pescarolo bestritt seinen 50. Grand Prix.

### Training
Mit der Trainingsbestzeit sicherte sich James Hunt die vierte Pole-Position seiner Karriere. Neben ihm qualifizierte sich Niki Lauda, der die Weltmeisterschaftswertung mit beachtlichem Vorsprung anführte, für die erste Startreihe. Die zweite Reihe wurde von Patrick Depailler und Clay Regazzoni gebildet. Carlos Pace erreichte im Brabham den fünften Startplatz, was angesichts der bisherigen Ergebnisse des Teams in der Saison 1976 als Erfolg gewertet werden musste.

### Rennen
Lauda gewann den Start und setzte sich vor Hunt, Regazzoni, Depailler und Ronnie Peterson an die Spitze des Feldes. Während der ersten Runde wechselten die Positionen zwischen Peterson und Depailler. In Runde zwei gelangte Jody Scheckter an John Watson vorbei auf den sechsten Rang.
In der neunten Runde schied Lauda wegen eines Motorschadens aus. In Runde 18 wiederholte sich dies auch bei seinem Teamkollegen Regazzoni. Infolgedessen führte Hunt das Rennen mit komfortablem Vorsprung vor Depailler an, der in der Zwischenzeit ebenso wie Scheckter an Peterson vorbeigezogen war. Dieser duellierte sich nun mit Watson um den vierten Rang. Er gewann dieses Duell und konnte schließlich, nachdem Scheckter technische Schwierigkeiten mit seinem Tyrrell hatte, wieder den dritten Platz einnehmen, schied jedoch wenige Runden vor dem Ende des Rennens wegen Problemen mit der Kraftstoffzufuhr aus. Der dritte Platz ging somit an Watson, der seinen ersten Podiumsplatz in der Formel 1 verbuchen konnte.

## Meldeliste
| Team                                   | Nr. | Fahrer             | Chassis         | Motor                     | Reifen |
| -------------------------------------- | --- | ------------------ | --------------- | ------------------------- | ------ |
| Scuderia Ferrari SpA SEFAC             | 01  | Niki Lauda         | Ferrari 312T2   | Ferrari 015 3.0 F12       | G      |
| Scuderia Ferrari SpA SEFAC             | 02  | Clay Regazzoni     | Ferrari 312T2   | Ferrari 015 3.0 F12       | G      |
| Elf Team Tyrrell                       | 03  | Jody Scheckter     | Tyrrell P34     | Ford Cosworth DFV 3.0 V8  | G      |
| Elf Team Tyrrell                       | 04  | Patrick Depailler  | Tyrrell P34     | Ford Cosworth DFV 3.0 V8  | G      |
| John Player Team Lotus                 | 05  | Mario Andretti     | Lotus 77        | Ford Cosworth DFV 3.0 V8  | G      |
| John Player Team Lotus                 | 06  | Gunnar Nilsson     | Lotus 77        | Ford Cosworth DFV 3.0 V8  | G      |
| Martini Racing                         | 07  | Carlos Reutemann   | Brabham BT45    | Alfa Romeo 115-12 3.0 F12 | G      |
| Martini Racing                         | 08  | Carlos Pace        | Brabham BT45    | Alfa Romeo 115-12 3.0 F12 | G      |
| Beta Team March                        | 09  | Vittorio Brambilla | March 761       | Ford Cosworth DFV 3.0 V8  | G      |
| March Engineering                      | 10  | Ronnie Peterson    | March 761       | Ford Cosworth DFV 3.0 V8  | G      |
| March Engineering                      | 34  | Hans-Joachim Stuck | March 761       | Ford Cosworth DFV 3.0 V8  | G      |
| Ovoro Team March                       | 35  | Arturo Merzario    | March 761       | Ford Cosworth DFV 3.0 V8  | G      |
| Marlboro Team McLaren                  | 11  | James Hunt         | McLaren M23     | Ford Cosworth DFV 3.0 V8  | G      |
| Marlboro Team McLaren                  | 12  | Jochen Mass        | McLaren M23     | Ford Cosworth DFV 3.0 V8  | G      |
| Shadow Racing Team                     | 16  | Tom Pryce          | Shadow DN5B     | Ford Cosworth DFV 3.0 V8  | G      |
| Shadow Racing Team                     | 17  | Jean-Pierre Jarier | Shadow DN5B     | Ford Cosworth DFV 3.0 V8  | G      |
| Team Surtees                           | 18  | Brett Lunger       | Surtees TS19    | Ford Cosworth DFV 3.0 V8  | G      |
| Team Surtees                           | 19  | Alan Jones         | Surtees TS19    | Ford Cosworth DFV 3.0 V8  | G      |
| Walter Wolf Racing                     | 20  | Jacky Ickx         | Williams FW05   | Ford Cosworth DFV 3.0 V8  | G      |
| Walter Wolf Racing                     | 21  | Michel Leclère     | Williams FW05   | Ford Cosworth DFV 3.0 V8  | G      |
| Team Ensign                            | 22  | Patrick Nève       | Ensign N176     | Ford Cosworth DFV 3.0 V8  | G      |
| Hesketh Racing                         | 24  | Harald Ertl        | Hesketh 308D    | Ford Cosworth DFV 3.0 V8  | G      |
| Penthouse Rizla Racing with Hesketh    | 25  | Guy Edwards        | Hesketh 308D    | Ford Cosworth DFV 3.0 V8  | G      |
| Ligier Gitanes                         | 26  | Jacques Laffite    | Ligier JS5      | Matra MS73 3.0 V12        | G      |
| Citibank Team Penske                   | 28  | John Watson        | Penske PC4      | Ford Cosworth DFV 3.0 V8  | G      |
| Copersucar-Fittipaldi                  | 30  | Emerson Fittipaldi | Copersucar FD04 | Ford Cosworth DFV 3.0 V8  | G      |
| Copersucar-Fittipaldi                  | 31  | Ingo Hoffmann      | Copersucar FD04 | Ford Cosworth DFV 3.0 V8  | G      |
| RAM Racing                             | 32  | Loris Kessel       | Brabham BT44B   | Ford Cosworth DFV 3.0 V8  | G      |
| RAM Racing                             | 33  | Damien Magee       | Brabham BT44B   | Ford Cosworth DFV 3.0 V8  | G      |
| Team Norev Racing with BS Fabrications | 38  | Henri Pescarolo    | Surtees TS19    | Ford Cosworth DFV 3.0 V8  | G      |

## Klassifikationen

### Startaufstellung
| Pos. | Fahrer             | Konstrukteur       | Zeit    | Ø-Geschwindigkeit | Start |
| ---- | ------------------ | ------------------ | ------- | ----------------- | ----- |
| 01   | James Hunt         | McLaren-Ford       | 1:47,89 | 193,864 km/h      | 01    |
| 02   | Niki Lauda         | Ferrari            | 1:48,17 | 193,362 km/h      | 02    |
| 03   | Patrick Depailler  | Tyrrell-Ford       | 1:48,59 | 192,614 km/h      | 03    |
| 04   | Clay Regazzoni     | Ferrari            | 1:48,69 | 192,437 km/h      | 04    |
| 05   | Carlos Pace        | Brabham-Alfa Romeo | 1:48,75 | 192,331 km/h      | 05    |
| 06   | Ronnie Peterson    | March-Ford         | 1:49,07 | 191,767 km/h      | 06    |
| 07   | Mario Andretti     | Lotus-Ford         | 1:49,19 | 191,556 km/h      | 07    |
| 08   | John Watson        | Penske-Ford        | 1:49,22 | 191,503 km/h      | 08    |
| 09   | Jody Scheckter     | Tyrrell-Ford       | 1:49,63 | 190,787 km/h      | 09    |
| 10   | Carlos Reutemann   | Brabham-Alfa Romeo | 1:49,79 | 190,509 km/h      | 10    |
| 11   | Vittorio Brambilla | March-Ford         | 1:49,79 | 190,509 km/h      | 11    |
| 12   | Gunnar Nilsson     | Lotus-Ford         | 1:49,83 | 190,440 km/h      | 12    |
| 13   | Jacques Laffite    | Ligier-Matra       | 1:50,06 | 190,042 km/h      | 13    |
| 14   | Jochen Mass        | McLaren-Ford       | 1:50,10 | 189,973 km/h      | 14    |
| 15   | Jean-Pierre Jarier | Shadow-Ford        | 1:50,12 | 189,938 km/h      | 15    |
| 16   | Tom Pryce          | Shadow-Ford        | 1:50,27 | 189,680 km/h      | 16    |
| 17   | Hans-Joachim Stuck | March-Ford         | 1:50,31 | 189,611 km/h      | 17    |
| 18   | Alan Jones         | Surtees-Ford       | 1:51,11 | 188,246 km/h      | 18    |
| 19   | Jacky Ickx         | Wolf-Williams-Ford | 1:51,41 | 187,739 km/h      | 19    |
| 20   | Arturo Merzario    | March-Ford         | 1:51,79 | 187,101 km/h      | 20    |
| 21   | Emerson Fittipaldi | Copersucar-Ford    | 1:52,11 | 186,567 km/h      | 21    |
| 22   | Michel Leclère     | Wolf-Williams-Ford | 1:52,29 | 186,268 km/h      | 22    |
| 23   | Brett Lunger       | Surtees-Ford       | 1:52,41 | 186,069 km/h      | 23    |
| 24   | Henri Pescarolo    | Surtees-Ford       | 1:52,60 | 185,755 km/h      | 24    |
| 25   | Guy Edwards        | Hesketh-Ford       | 1:52,63 | 185,705 km/h      | 25    |
| 26   | Patrick Nève       | Ensign-Ford        | 1:52,82 | 185,393 km/h      | 26    |
| DNQ  | Damien Magee       | Brabham-Ford       | 1:53,49 | 184,298 km/h      | –     |
| DNQ  | Ingo Hoffmann      | Copersucar-Ford    | 1:53,78 | 183,828 km/h      | –     |
| 27   | Harald Ertl        | Hesketh-Ford       | 1:53,79 | ?                 | 27    |
| DNQ  | Loris Kessel       | Brabham-Ford       | 1:55,30 | 181,405 km/h      | –     |

Anmerkungen
1. ↑  Ertl hatte es nicht geschafft, sich zu qualifizieren, startete aber vom Ende der Startaufstellung trotzdem zum Rennen.

### Rennen
| Pos. | Fahrer             | Konstrukteur       | Runden | Stopps | Zeit       | Start | Schnellste Runde |
| ---- | ------------------ | ------------------ | ------ | ------ | ---------- | ----- | ---------------- |
| 01   | James Hunt         | McLaren-Ford       | 54     | 0      | 1:40:58,60 | 01    | 1:51,3           |
| 02   | Patrick Depailler  | Tyrrell-Ford       | 54     | 0      | + 11,70    | 03    | 1:51,5           |
| 03   | John Watson        | Penske-Ford        | 54     | 0      | + 23,55    | 08    | 1:51,4           |
| 04   | Carlos Pace        | Brabham-Alfa Romeo | 54     | 0      | + 24,82    | 05    | 1:51,6           |
| 05   | Mario Andretti     | Lotus-Ford         | 54     | 0      | + 43,92    | 07    | 1:51,8           |
| 06   | Jody Scheckter     | Tyrrell-Ford       | 54     | 0      | + 55,07    | 09    | 1:51,8           |
| 07   | Hans-Joachim Stuck | March-Ford         | 54     | 0      | + 1:21,55  | 17    | 1:52,6           |
| 08   | Tom Pryce          | Shadow-Ford        | 54     | 0      | + 1:30,67  | 16    | 1:52,9           |
| 09   | Arturo Merzario    | March-Ford         | 54     | 0      | + 1:53,57  | 20    | 1:53,2           |
| 10   | Jacky Ickx         | Wolf-Williams-Ford | 53     | 0      | + 1 Runde  | 19    | 1:53,5           |
| 11   | Carlos Reutemann   | Brabham-Alfa Romeo | 53     | 0      | + 1 Runde  | 10    | 1:52,9           |
| 12   | Jean-Pierre Jarier | Shadow-Ford        | 53     | 0      | + 1 Runde  | 15    | 1:53,2           |
| 13   | Michel Leclère     | Wolf-Williams-Ford | 53     | 0      | + 1 Runde  | 22    | 1:53,8           |
| 14   | Jacques Laffite    | Ligier-Matra       | 53     | 0      | + 1 Runde  | 13    | 1:52,2           |
| 15   | Jochen Mass        | McLaren-Ford       | 53     | 1      | + 1 Runde  | 14    | 1:52,9           |
| 16   | Brett Lunger       | Surtees-Ford       | 53     | 0      | + 1 Runde  | 23    | 1:53,9           |
| 17   | Guy Edwards        | Hesketh-Ford       | 53     | 0      | + 1 Runde  | 25    | 1:54,3           |
| 18   | Patrick Nève       | Ensign-Ford        | 53     | 0      | + 1 Runde  | 26    | 1:54,2           |
| 19   | Ronnie Peterson    | March-Ford         | 51     | 0      | DNF        | 06    | 1:51,7           |
| –    | Alan Jones         | Surtees-Ford       | 44     | 0      | DNF        | 18    | 1:53,2           |
| –    | Vittorio Brambilla | March-Ford         | 28     | 0      | DNF        | 11    | 1:52,4           |
| –    | Emerson Fittipaldi | Copersucar-Ford    | 21     | 0      | DNF        | 21    | 1:53,7           |
| –    | Henri Pescarolo    | Surtees-Ford       | 19     | 0      | DNF        | 24    | 1:54,0           |
| –    | Clay Regazzoni     | Ferrari            | 17     | 0      | DNF        | 04    | 1:51,2           |
| –    | Niki Lauda         | Ferrari            | 8      | 0      | DNF        | 02    | 1:51,0 (04.)     |
| –    | Gunnar Nilsson     | Lotus-Ford         | 8      | 0      | DNF        | 12    | 1:53,5           |
| –    | Harald Ertl        | Hesketh-Ford       | 4      | 0      | DNF        | 27    | 1:57,3           |

## WM-Stände nach dem Rennen
Die ersten sechs des Rennens bekamen 9, 6, 4, 3, 2 bzw. 1 Punkt(e). Es zählten nur die besten sieben Ergebnisse aus den ersten acht Rennen und die besten sieben Ergebnisse aus den letzten acht Rennen. In der Konstrukteurswertung zählte nur das Ergebnis des bestplatzierten Fahrers eines Teams.

### Fahrerwertung
| Pos. | Fahrer             | Konstrukteur               | Punkte |
| ---- | ------------------ | -------------------------- | ------ |
| 01   | Niki Lauda         | Ferrari                    | 52     |
| 02   | James Hunt         | McLaren-Ford               | 26     |
| 03   | Patrick Depailler  | Tyrrell-Ford               | 26     |
| 04   | Jody Scheckter     | Tyrrell-Ford               | 24     |
| 05   | Clay Regazzoni     | Ferrari                    | 16     |
| 06   | Jochen Mass        | McLaren-Ford               | 10     |
| 07   | Jacques Laffite    | Ligier-Matra               | 10     |
| 08   | Hans-Joachim Stuck | March-Ford                 | 6      |
| 09   | John Watson        | Penske-Ford                | 6      |
| 10   | Tom Pryce          | Shadow-Ford                | 4      |
| 11   | Gunnar Nilsson     | Lotus-Ford                 | 4      |
| 12   | Carlos Pace        | Brabham-Alfa Romeo         | 4      |
| 13   | Carlos Reutemann   | Brabham-Alfa Romeo         | 3      |
| 14   | Mario Andretti     | Lotus-Ford / Parnelli-Ford | 3      |
| 15   | Chris Amon         | Ensign-Ford                | 2      |
| 16   | Emerson Fittipaldi | Copersucar-Ford            | 2      |
| 17   | Alan Jones         | Surtees-Ford               | 2      |
| 18   | Jean-Pierre Jarier | Shadow-Ford                | 0      |

| Pos. | Fahrer             | Konstrukteur            | Punkte |
| ---- | ------------------ | ----------------------- | ------ |
| 19   | Jacky Ickx         | Wolf-Williams-Ford      | 0      |
| 20   | Vittorio Brambilla | March-Ford              | 0      |
| 21   | Larry Perkins      | Boro-Ford               | 0      |
| 22   | Arturo Merzario    | March-Ford              | 0      |
| 23   | Renzo Zorzi        | Wolf-Williams-Ford      | 0      |
| 24   | Ronnie Peterson    | Lotus-Ford / March-Ford | 0      |
| 25   | Michel Leclère     | Wolf-Williams-Ford      | 0      |
| 26   | Bob Evans          | Lotus-Ford              | 0      |
| 27   | Ingo Hoffmann      | Copersucar-Ford         | 0      |
| 28   | Brett Lunger       | Surtees-Ford            | 0      |
| 29   | Loris Kessel       | Brabham-Ford            | 0      |
| 30   | Lella Lombardi     | March-Ford              | 0      |
| 31   | Harald Ertl        | Hesketh-Ford            | 0      |
| 32   | Guy Edwards        | Hesketh-Ford            | 0      |
| 33   | Patrick Nève       | Brabham-Ford            | 0      |
| –    | Ian Ashley         | B.R.M.                  | 0      |
| –    | Ian Scheckter      | Tyrrell-Ford            | 0      |
| –    | Henri Pescarolo    | Surtees-Ford            | 0      |

### Konstrukteurswertung
| Pos. | Konstrukteur       | Punkte |
| ---- | ------------------ | ------ |
| 01   | Ferrari            | 55     |
| 02   | Tyrrell-Ford       | 37     |
| 03   | McLaren-Ford       | 32     |
| 04   | Ligier-Matra       | 10     |
| 05   | Lotus-Ford         | 6      |
| 06   | Penske-Ford        | 6      |
| 07   | March-Ford         | 6      |
| 08   | Brabham-Alfa Romeo | 6      |
| 09   | Shadow-Ford        | 4      |

| Pos. | Konstrukteur       | Punkte |
| ---- | ------------------ | ------ |
| 10   | Ensign-Ford        | 2      |
| 11   | Surtees-Ford       | 2      |
| 12   | Copersucar-Ford    | 2      |
| 13   | Parnelli-Ford      | 1      |
| 14   | Wolf-Williams-Ford | 0      |
| 15   | Hesketh-Ford       | 0      |
| 16   | Boro-Ford          | 0      |
| 17   | Brabham-Ford       | 0      |
| –    | B.R.M.             | 0      |